# Liste der Patriarchen der chaldäisch-katholischen Kirche
Als Patriarch der Chaldäer werden die Oberhäupter und Inhaber des Patriarchats von Bagdad (zuvor Babylon) der chaldäisch-katholischen Kirche bezeichnet.

## Vorgeschichte
Unzufriedenheit mit dem seinerzeitigen Patriarchen der assyrischen Kirche Schimun VII. Ishuyau bar Mama wegen dessen Nepotismus führte 1552 zur Wahl des Abtes des Klosters Rabban Hormizd zum Gegenpatriarchen. Weil aber für dessen Konsekration kein Metropolit zur Verfügung stand, begab sich der Gewählte nach Rom, um diese vom Papst zu erlangen und unterstellte dafür die Kirche dem römischen Papst. Papst Julius III. ernannte ihn im April 1553 mit der Bulle Divina disponente clementia unter dem Namen Jochanan Sulaqa Schimun VIII. zum Patriarchen von Mosul, der seinen Sitz zunächst in Diyarbakır nahm.
Die Inhaber dieses Patriarchats waren folgende Personen:
- Jochanan Sulaqa Schimun VIII.,              1552–1555 in Diyarbakır
- Abdischo IV. Maroun,			      1555–1567 in Siirt
- Vakanz,                                    1567 bis etwa 1577
- Yahbalaha IV.,                           1577–1580 in Siirt
- Mar Schimun IX. Dencha,                     1580/1–1600 in Urmia (Iran)
- Mar Elia Schimun X.,                    etwa 1600–1638 in Salamas
- Mar Eschujow Schimun XI.,               etwa 1638–1656 in Salamas
- Mar Joalaha Schimun XII.,                   1656–1662 in Salamas
- Mar Schimun XIII. Dincha,                   1662–1681 in Qudschanis

Unter Patriarch Mar Schimun XIII. erlosch die Kirchengemeinschaft mit dem römischen Papst und es entstand in der assyrischen Kirche ein zweites nicht-uniertes „Patriarchat der Berge“ (Sitz: Qudschanis) neben dem traditionellen „Patriarchat der Ebene“ (Sitz: Mosul; Alqosh). In Diyarbakır wurde von Rom aus erneut ein uniertes ostsyrisches Patriarchat etabliert, so dass dann drei ostsyrische Patriarchate (davon ein uniertes) nebeneinander existierten. Dieses unierte Patriarchat von Amid wurde 1828 vom Heiligen Stuhl aufgelöst, weil sich eine Kirchenunion mit der ursprünglichen Patriarchenlinie anbahnte, die das „Patriarchat der Ebene“ in Mosul/Alqosh innehatte. Diese Union wurde dann von Yohannan VIII. Hormizd vollzogen. Dieser wurde zum Patriarchen von Babylon ernannt.
Im Februar 2022 bestätigte Papst Franziskus die von Patriarch Louis Raphaël I. Kardinal Sako im Namen der Synode der chaldäisch-katholischen Kirche beantragte Titeländerung zum Patriarchen von Bagdad.

## Liste
| Name                                                    | von                | bis                         |
| ------------------------------------------------------- | ------------------ | --------------------------- |
| Joseph I. (1647–1707)                                   | 23. Juni 1681      | 2. Februar 1696 (Abdankung) |
| Joseph II. (1667–1712)                                  | 21. Mai 1696       | 2. Juni 1712                |
| Joseph III.                                             | 26. Februar 1713   | 23. Januar 1757             |
| Joseph IV. († 1796)                                     | 8. Februar 1757    | 1781                        |
| Joseph V. (de jure Apostolischer Administrator)         | 1781               | 3. April 1827               |
| Yohannan VIII. Hormizd                                  | 5. August 1830     | 16. August 1838             |
| Nikolaus Zaya († 1863)                                  | 16. August 1838    | 1847                        |
| Joseph VI. Audo (1790–1878)                             | 11. September 1848 | 29. März 1878               |
| Eliyya XIV. Abbo-Alyonan (1840–1894)                    | 28. Februar 1879   | 27. Juni 1894               |
| Abdisho V. Khayat (1827–1899)                           | 28. Oktober 1894   | 6. November 1899            |
| Joseph Emmanuel II. Toma (1852–1947)                    | 9. Juli 1900       | 21. Juli 1947               |
| Joseph VII. Ghanima (1881–1958)                         | 17. September 1947 | 8. Juli 1958                |
| Paul II. Cheikho (1906–1989)                            | 13. Dezember 1958  | 13. April 1989              |
| Raphael I. Bidawid (1922–2003)                          | 21. Mai 1989       | 7. Juli 2003                |
| Shlemon Warduni (* 1943) (Apostolischer Administrator)  | 7. Juli 2003       | 3. Dezember 2003            |
| Emmanuel III. Delly (1927–2014)                         | 3. Dezember 2003   | 19. Dezember 2012           |
| Jacques Ishaq (1938–2023) (Apostolischer Administrator) | 19. Dezember 2012  | 1. Februar 2013             |
| Louis Raphaël I. Sako (* 1948)                          | 1. Februar 2013    |                             |

## Nachweise
1. 1 2  Joachim Jakob: Ostsyrische Christen und Kurden im Osmanischen Reich des 19. und frühen 20. Jahrhunderts. LIT-Verl., Münster 2014, ISBN 978-3-643-50616-0, S. 98 ff.
2. ↑  Mutamento del titolo di “Patriarcato di Babilonia dei Caldei” in “Patriarcato di Baghdad dei Caldei”. In: Tägliches Bulletin. Presseamt des Heiligen Stuhls, 19. Februar 2022, abgerufen am 19. Februar 2022 (italienisch).